# Чукина, Наталья Павловна
Чукина, Наталья Павловна (18.8.1941, Москва — 30.4.1996, Москва) — советский и российский искусствовед, специалист по искусству Индонезии и Малайзии.

## Биография
В 1966 году окончила отделение искусствоведения исторического факультета Московского государственного университета имени М. В. Ломоносова. Работала сотрудником, а затем заведующей отделом Юго-Восточной Азии Государственного музея Востока. Изучала искусство Индонезии и Малайзии: ткани (батик), крисы, деревянную скульптуру, театр (ваянг). Опубликовала более 50 научных работ (часть работ были опубликованы посмертно). Под руководством В. И. Брагинского готовила кандидатскую диссертацию, которую собиралась защищать в Институте востоковедения РАН. Была страстным пропагандистом искусства Индонезии, выступала с лекциями в музее, библиотеках, на предприятиях.

## Основные труды
- Ваянг-пурво — индонезийский теневой театр // Гос. музей искусства народов Востока. Сообщения. Вып. 3. М., 1970.
- Ваянг Пурво — театр теней // «Наука и религия», 1973, № 8, с. 68-71.
- Индонезийские крисы (По материалам коллекции ГМИНВ). М.: Гос. музей искусства народов Востока, 1973.
- Малайзия. Архитектура и изобразительное искусство //Большая советская энциклопедия. Третье издание. М.: Большая советская энциклопедия, 1974, т. 15, с. 272.
- Яванские бвтики в собрании Государственного музея искусства народов Востока //Малайско-индонезийские исследования. Сборник статей памяти академика А. А. Губера. Составитель Б. Б. Парникель. М.: Наука, 1977, с. 71-89
- Остров мастеров. Деревянная скульптура индонезийского острова Бали // «Химия и жизнь», 1977, № 6, с. 60-68.
- Малайзийские батики. Творчество Юсуфа Хаджи Абдуллы. М.: Гос. музей искусства народов Востока, 1978.
- Орнаментальная система гунунгана в декоре яванских батиков // Гос. музей искусства народов Востока. Научные сообщения. Вып. 14. М., 1980.
- Индонезийский классический танец // Балет. Энциклопедия, 1981.
- Влияние ваянг-пурво на деревянную скульптуру Бали // Культура народов Индонезии и Океании [отв. ред.: Н. А. Бутинов, Р. Ф. Итс]. — Л.: 1984, с.180-188.
- Крисы — оружие магическое // «Азия и Африка сегодня», 1985, № 4, с. 53-54.
- Мир батика. О декоративном искусстве Малайзии // «Азия и Африка сегодня», 1985, № 12, с. 57.
- Традиционный театр Явы // «Азия и Африка сегодня», 1986, № 10, с. 53-54.
- (сост.) Искусство Индонезии. (Набор открыток). М. Изобр. Иск., 1988.
- Мифы и легенды в искусстве Юго-Восточной Азии. М.: Гос. музей искусства народов Востока, 1990, 112 с. (совместно с Н. А. Гожевой и Г. М. Сорокиной).
- Искусство Индонезии : [Науч.-попул. очерк / М.: Гос. музей искусства народов Востока, 1991, 47 с.
- Искусство Индонезии. М.: Гос. музей искусства народов Востока, 1995.
- Волшебный мир узора. Энциклопедия орнаментальных мотивов Юго-Восточной Азии. М.: Гос. музей искусства народов Востока, 2003, 199 с. (совместно с Н. А. Гожевой и Г. М. Сорокиной).
- Индонезия. Танец и театр //Большая российская энциклопедия. М.: Большая российская энциклопедия, 2008, т. 11, с. 341—342. (совместно с П. М. Степановой).
- Памятники искусства Индонезии в собрании Государственного музея Востока. Оформление П. А. Маслова. М.: Гос. музей искусства народов Востока, 2010, 240 с.